# 中塩田村
中塩田村（なかしおだむら）は長野県小県郡にあった村。現在の上田市南西部、上田電鉄別所線の塩田町駅 - 八木沢駅間の北側一帯にあたる。

## 歴史
- 1889年（明治22年）4月1日 - 町村制の施行により、五加村・本郷・中野村・小島村・保屋村・舞田村・八木沢村の区域をもって発足。
- 1956年（昭和31年）5月1日 - 西塩田村・別所村・東塩田村と合併して塩田町が発足。同日中塩田村廃止。

## 交通

### 鉄道路線
- 上田丸子電鉄（現・上田電鉄）
  - 別所線
    - 下本郷駅（現・大学前駅）、五加駅（現・中塩田駅） - 上本郷駅（現・塩田町駅） - 中野駅 - 舞田駅 - 八木沢駅

## 地域

### 五加
現在の上田市五加（ごか）。塩田平の中心部に位置し、東は下之郷、南は古安曽に接し、南から西、北にかけてぐるりと本郷に囲まれている。中央を産川が北東へと流れ、その左岸（西側）の河岸段丘上に集落・商店街が形成。中塩田駅が置かれ、1968年（昭和43年）には内堀団地が造成されている。駅周辺や産川右岸（東側）は工場が立地している（五加517、山洋電気株式会社上田事業所塩田工場など）ほかは水田で、ため池の男池・女池・五加前池がある（塩田平のため池群）。五加字宮原912に八幡社が、五加1346には真光寺がある。1873年（明治6年）、真光寺に盈進学校（現・上田市立中塩田小学校の前身）が開校した。
小県郡五加村を前身とする。戦国時代は五家郷。江戸時代は上田藩領で、五賀村とも書いた。明治維新後、上田県を経て長野県に所属。中塩田村・塩田村を経て上田市の大字となる。江戸時代中期から養蚕業が広まったが、産川上流の沢山池建設に伴い水田へと転換。町内のため池ではコイの養殖も行われた。

### 本郷
現在の上田市本郷（ほんごう）。塩田平の中心部に位置し、古くは安宗郷（あそのごう）の中心地であったことが、本郷の地名の起こりとされている。南北に細長い町域をもち、東側は神畑・下之郷・五加、南は古安曽・前山、西側は十人・中野・小島に接する。西縁を産川が北流し、その右岸（東側）上流側から対岸（西側）の塩田町駅周辺にかけて上本郷の集落がある。ため池の上窪池のほか、自治会館、銀行、商店が立地する。上窪池付近に鎮座する泥宮神社（諏訪社）は稲の生育に欠かせない「泥」そのものを神体とする、当地の産土神である。左岸（西側）下流側には下本郷の集落があり、長野大学の学生が多く暮らしている。公民館や、ため池の上原池のほか、本郷字上原916には誉田別神社がある。
小県郡本郷を前身とする。弥生時代からの遺跡（諏訪畑遺跡、枠木遺跡）が残り、古くから稲作が行われていた。江戸時代は上田藩領で、明治維新後、上田県を経て長野県に所属。中塩田村・塩田村を経て上田市の大字となる。江戸時代中期から養蚕業が広まったが、産川上流の沢山池建設に伴い水田へと転換。1957年（昭和32年）、塩田平のため池群の中で初めて、町内にある上窪池でコイの養殖を成功させた。

### 中野
現在の上田市中野（なかの）。塩田平の中心部に位置し、北は保野、東は小島・本郷、南は十人・新町・手塚、西は舞田に接する。産川と湯川との間にある平坦な土地で、塩田町駅・中野駅や、塩田地域自治センター（中野20番地）、中塩田小学校（中野93番地）、塩田中学校（中野377番地）、上田市立塩田中央保育園（中野419番地1）、塩田病院（中野29番地2）、諏訪神社（中野字宮脇299）、龍澤寺などがある。町域の北部には学海団地が造成されている。
小県郡中野村を前身とする。古くは中野郷。町内に西行が当地に滞在したという歴史から、「西行」という地名が残っている。江戸時代は上田藩領で、明治維新後、上田県を経て長野県に所属。中塩田村・塩田村を経て上田市の大字となる。江戸時代中期から養蚕業が広まったが、戦後は水田へと転換。1970年代以降、団地造成・都市化が進む。

### 小島
現在の上田市小島（こじま）。塩田平中心部の北寄りに位置し、北は神畑、東は本郷、南は中野、西は保野・福田に接する。湯川右岸（南岸）に上小島の集落があり、ため池の小島大池や、上田市立塩田北保育園（小島122番地）、公民館、池生神社（小島字屋敷122）がある。また、湯川と産川との間には下小島の集落があり、公民館、上田南部消防署（小島550-1）がある。
小県郡小島村を前身とする。古くは小島郷。湯川と産川に挟まれた半島状の地形から、「小島」という地名が起こったとされる。江戸時代は上田藩領で、明治維新後、上田県を経て長野県に所属。中塩田村・塩田村を経て上田市の大字となる。江戸時代中期から養蚕業が広まったが、戦後は水田へと転換。ため池ではコイの養殖も行われた。

### 保野
現在の上田市保野（ほや）。北は小泉・吉田・福田、東は小島、南は中野・舞田、西は仁古田に接する。湯川左岸（北側）の河岸段丘上を別所街道（長野県道177号鹿教湯別所上田線）が通過し、下宿・上宿の集落は沿道の宿場町として発展した。コスモス街道の異名をもち、地元の老人会が手入れを行っている。また、町域の北部には新田の集落がある。町内には、ため池の塩吹池・加古池のほか、塩田郵便局（保野192-1）、林法院（保野147）、龍昌院および旭霊園（保野424）、塩野神社（保野字塩野429）がある。「保野の祇園祭」は上田市指定無形民俗文化財。戦国時代の永禄年間に領主の命で京都の八坂神社からスサノオを勧進して創始したといい、天正2年の上田城築城の際、三匹獅子舞が地固めをしたと伝わる。
小県郡保野村を前身とする。古くは小泉郷のうち、保屋（穂屋、薄屋）。江戸時代は上田藩領で、明治維新後、上田県を経て長野県に所属。中塩田村・塩田村を経て上田市の大字となる。江戸時代中期から養蚕業が広まったが、戦後は水田へと転換した。

### 舞田
現在の上田市舞田（まいた）。北は仁古田・保野、東は中野、南は手塚、西は八木沢に接する。川西丘陵の南麓、湯川左岸（北側）の河岸段丘上に集落が形成。舞田駅が設置されている。このほか、ため池の上平池・共有池、法樹院（舞田790）、塩野入神社（舞田字塩野入714）がある。戦後の道路改良に伴い、隣の八木沢にまたがって八舞団地が造成されている。
小県郡舞田村を前身とする。古くは小泉郷のうち、前田。江戸時代は上田藩領で、明治維新後、上田県を経て長野県に所属。中塩田村・塩田村を経て上田市の大字となる。江戸時代中期から養蚕業が広まったが、戦後は水田へと転換した。

### 八木沢
現在の上田市八木沢（やぎさわ）。北は仁古田、東は舞田、南は手塚、西は別所温泉に接する。北部は川西丘陵で、ふもとの湯川の河岸段丘上を別所街道（長野県道177号鹿教湯別所上田線）が通過し、沿道に集落を形成。八木沢駅が設置されている。平地部分は水田が広がり、ため池の山田池から灌漑用水を引水。工場も多く立地する。法輪寺、八木沢天満宮（八木沢字天神西948、天神社）、兜神社（八木沢字東森相1195-イ）がある。戦後の道路改良に伴い、隣の舞田にまたがって八舞団地が造成されている
小県郡八木沢村を前身とする。江戸時代は上田藩領で、明治維新後、上田県を経て長野県に所属。中塩田村・塩田村を経て上田市の大字となる。江戸時代中期から養蚕業が広まったが、戦後は水田へと転換した。